# Torres Vedras
Torres Vedras (portugisiskt uttal: [ˈtoʁɨʒ ˈvɛðɾɐʃ]
 ( lyssna)) är en stad och kommun i mellersta västra Portugal. Kommunen gränsar till Atlanten och staden ligger 10 km öster om atlantkusten och 50 km norr om huvudstaden Lissabon. Kommunen är känd för sin vinproduktion och staden för sin årliga karnival.
Staden är huvudorten i Torres Vedras-kommunen, vilken ingår i Lissabon-distriktet, och är också en del av Mellersta Portugal-regionen (Região do Centro).
Kommunen har 79 465  habitantes invånare (2020) och en yta på 407 km².
Den består av 13 kommundelar (freguesias).

- A dos Cunhados e Maceira
- Campelos e Outeiro da Cabeça
- Carvoeira e Carmões
- Dois Portos e Runa
- Freiria
- Maxial e Monte Redondo
- Ponte do Rol
- Ramalhal
- Santa Maria, São Pedro e Matacães
- São Pedro da Cadeira
- Silveira
- Turcifal
- Ventosa

## Ortnamnet
Ortnamnet Torres Vedras består av portugisiskan torres (”torn”) och gammalportugisiskan vedras (”gamla”). Det betyder således ”gamla torn”.